# Zeuxip
|  | Per a altres significats, vegeu «Zeuxip d'Heraclea». |

Zeuxip (grec antic: Ζεύξιππος, llatí: Zeuxippus) fou un polític beoci del partit dels romans que va viure al segle iii aC.
Quan Braquil·les va ser nomenat beotarca, Zeuxip, juntament amb altres polítics locals, es va sotmetre a Tit Quinti Flaminí a Elatea i va assassinar Braquil·les amb ajuda d'Alexàmenos l'estrateg dels etolis, que li va facilitar els mitjans per la seva acció, segons diuen Titus Livi i Polibi. Es va obrir una investigació, i Zeuxip, amb cinisme va formar part de la comissió establerta aconseguint desviar l'atenció sobre ell mateix, fins que n'hi va haver que, sota tortura, van esmentar el seu nom i molts van acusar Zeuxip i Pisístrat. Zeuxip va poder fugir de nit cap a Tanagra, però alarmat per les informacions que li donava un dels seus esclaus, va passar d'aquesta ciutat a Anthedon, que pensava que era un lloc més segur.
Durant el seu exili va fer bons serveis als romans en les guerres contra Antíoc III el Gran i Filip V de Macedònia. El senat romà en agraïment va escriure al senat de la Lliga Beòcia demanant que fos cridat i pogués tornar a Tebes. Però els beocis no van acceptar la petició per por de no obrir un conflicte amb Macedònia. En aquest temps Zeuxip va anar a Roma cosa que va coincidir en les pressions del senat a la Lliga Aquea i la Lliga Etòlia per declarar la guerra a la Lliga Beòcia. La Lliga Aquea no va acceptar fer la guerra i van enviar una ambaixada a Beòcia. La Lliga Beòcia va prometre fer tornar a Zeuxip del seu exili, però no ho va complir. La guerra potser hauria esclatat finalment, però l'afer es refredà i el senat romà el va deixar de banda.